# 李賞
李賞（英語：Faith Lee，2002年4月13日—），香港女演員，為香港經理人李進及創作人李敏之長女，演出作品包括《逆流大叔》、《掃毒2天地對決》、《感動她77次》、《競雄女俠·秋瑾》，以及於2021年首播的ViuTV電視劇《太平紋身店》。
除了演戲，李賞中學時曾修讀電影科，所以熱愛電影創作。現時她於英國倫敦大學學院（UCL）修讀法律。

## 演出作品

### 電影
- 2011年：《競雄女俠·秋瑾》飾 童年秋瑾
- 2018年：《逆流大叔》飾 阿蟲
- 2019年：《掃毒2天地對決》飾 林海嵐
- 2021年：《感動她77次》飾 Melody

### 電視劇（ViuTV）
- 2021年：《太平紋身店》飾 龍妹

### 音樂作品
- 2010年：《長江7號愛地球》主題曲 — 主唱

## 獎項
- 2019年：第六屆全港中學微電影創作大賽 - 憑縮時攝影作品《TIMELESS》獲「最佳攝影」
- 2019年：香港兒童國際電影節 - 憑學生作品《親愛的Abby》獲優異獎

## 外部連結
- 李賞的Instagram帳戶